# 供给制 (中华人民共和国)
供给制，是中华人民共和国政府在中华人民共和国建立初期对部分工作人员实行的免费供给生活必需品的一种分配制度。供给范围包括个人的衣、食（分大、中、小灶）、住、行、学习等必需用品和一些零用津贴，还包括在革命队伍中结婚所生育的子女的生活费、保育费等。
这种制度起源于中国共产党早年实行的军事化的供给制集体生活，服务于常年的战争。供给制是一种平均分配的形式，带有战时共产主义分配制度的性质，是特定历史条件下的产物。1950年～1954年，约有10%的职工（主要是国家机关工作人员）实行供给制。除生活必需品外，发放少量津贴。津贴沿用旧例，称“薪水”:145。
1952年对实行供给制的人员统一增加津贴，津贴标准按工作职务确定，从而扩大了分配上的差距。1954年改行供给标准稍高的包干制，即由国家发给一定数量的实物和货币，由领取者自由支配使用。1955年，取消供给制和包干制，全部实行工资制度。但伴随着这种制度出现的特供制度，则保留至今。